# Wolfgang Sidka
Wolfgang Sidka, né le 26 mai 1954, est un footballeur allemand reconverti entraîneur.